# Acanthodelta pretoriae
Acanthodelta pretoriae là một loài bướm đêm trong họ Noctuidae.